# Boscarla de Bàssora
La boscarla de Bàssora (Acrocephalus griseldis) és un ocell de la família dels acrocefàlids (Acrocephalidae) que habita zones de canyar, criant al curs inferior dels rius Eufrates i Tigris i passant l'hivern a l'Àfrica oriental i Meridional.